# Emilio Estevez
Emilio Estevez (New York, 12 mei 1962) is een Amerikaans scenarist, regisseur en acteur die wordt beschouwd als lid van de Brat Pack. Estevez is de zoon van Martin Sheen en artieste Janet Templeton. Hij is de oudere broer van Carlos Irwin Estevez (Charlie Sheen), zijn andere broer heet Ramon Luis Estevez en zijn zuster Renée Estevez. Hij prefereerde zijn echte naam Estevez boven de artiestennaam Sheen, die zijn vader en broer Charlie gebruiken.
Hij is verloofd geweest met actrice Demi Moore en was van 1992 tot 1994 getrouwd met Paula Abdul.

## Filmografie
- Bibsys: 90855415
- Biblioteca Nacional de España: XX1306507
- Bibliothèque nationale de France: cb13942493c (data)
- Catàleg d'autoritats de noms i títols de Catalunya: 981058517394006706
- CiNii: DA1717838X
- Gemeinsame Normdatei: 11893564X
- International Standard Name Identifier: 0000 0000 7823 7324
- Library of Congress Control Number: n88601038
- Nationale Bibliotheek van Tsjechië: xx0059497
- Nationale bibliotheek van Australië: 35074750
- Nationale Bibliotheek van Israël: 987007445966105171
- Nationale Bibliotheek van Polen: a0000001697342
- Nederlandse Thesaurus van Auteursnamen: 073098744
- SNAC: w6gq7tg8
- Système universitaire de documentation: 139261036
- Trove: 819006
- Virtual International Authority File: 64196155
- WorldCat: E39PBJppCPtDvxbWwxhJ66w6Kd